# André Lasserre
André Lasserre  nacido el 9 de septiembre de 1902 en Veyrier y fallecido el 3 de febrero de 1981 en Lausanne, fue un  escultor suizo-francés, amigo del jesuita Michel Riquet.
Estuvo prisionero en el campo de Dachau, donde conoció a Richet.

## Obras
Su obra pública más conocida es el Pegaso en el Lac de Joux, frente a la localidad de Le Ponten la comuna suiza de L'Abbaye. 46°39′58″N 6°19′31″E / 46.66611, 6.32528